# Cierszewo
Cierszewo – wieś w Polsce położona w województwie mazowieckim, w powiecie płockim, w gminie Brudzeń Duży.
Wieś wchodzi w skład sołectwa Murzynowo.
Wieś duchowna położona była w drugiej połowie XVI wieku w powiecie płockim  województwa płockiego, własność opactwa benedyktynów w Płocku w XVI wieku. W latach 1975–1998 miejscowość administracyjnie należała do województwa płockiego.